# 广州国际灯光节
广州国际灯光节（英語：Guangzhou International Light Festival）是每年11月份在中国广州市珠江新城花城广场举办的灯光展，首屆於2011年9月26日至10月15日於廣州塔附近舉行。活动起源于亚运会结束后遗留下大量景观照明设施，加上国内70%的照明产品出自广东，所以广州市人民政府和中国照明学会决定举办灯光展览。